# 美好冬季樂團
美好冬季樂團（/ˌboʊn iːˈvɛər/ BONE ee-VAIR）是創作歌手贾斯汀·弗农於2006年創立的美國獨立民謠樂團。美好冬季樂團最初為個人項目，後續發展由弗农（主唱、吉他）、尚·凱利（Sean Carey，鼓、鍵盤、主唱）、Michael Lewis（主唱、中音吉他、吉他、小提琴、薩克斯）、Matthew McCaughan（鼓、貝斯、主唱）、Andrew Fitzpatrick（吉他、鍵盤、主唱）和Jenn Wasner（吉他、鍵盤、主唱）組成的樂團。
團名「Bon Iver」取自於法文「bon hiver」的諧音，意思是美好的冬天，而團名也揭露出了該團音樂的性質，靜謐寒冷又哀傷。首腦贾斯汀·弗农在2008年獨立發行了美好冬季樂團樂團首張專輯《獻給艾瑪》，其中大部分歌曲都是弗农在威斯康辛州深山獨自居住三個月時所錄下來的。

## 前半段人生
當處於高中以及大學時段之時，Justin Vernon成立了Mount Vernon和DeYarmond Edison樂團，兩個都是獨立搖滾樂團，並且都成立於威斯康辛州的奧克萊爾城。Justin Vernon到現在都還住在那裡。DeYarmond Edison的成員有Justin Vernon、Brad ＆ Phil Cook以及Joe Westerlund。
在奧克萊爾一段長時間的成功打拼之後，四名成員決定離開他們的家鄉並且去北卡羅萊納洲的Raleigh去新的地方試試他們的身手。
那時候樂團自己發行了兩張專輯，第一張以及第二張名為Silent Signs以及沒有發行的EP現在都可以在他們的Myspace （页面存档备份，存于）上聽到。
在將近待了一年之後，Justin Vernon因為跟樂團失和以及與女朋友分手而離開了威斯康辛州。其餘DeYarmond Edison的團員組成了新的樂團Megafaun並且與Justin Vernon繼續保持友誼。

## For Emma, Forever Ago
與樂團失和並且與女友分手，關係交惡，並且得到了肝臟疾病的Justin Vernon離開了Raleigh並且搬回威斯康辛州北部一個森林小屋裡，那是他父親的小木屋，他總共花了三個月的時間獨自居住生活在那裡。
根據Justin Vernon的說法，這三個月的森林隱居就是Bon Iver這個名字第一次浮現在他腦中的時候。
當他因為肝臟的病痛問題臥病不起時，他為了打發時間開始觀賞電視影集 Northern Exposure的DVD。有一集裡面，描述著一群這在阿拉斯加的居民，遭到冬天雪難的攻擊，並且最後希望下一個冬天是一個“bon hiver”（法文美好的冬天的意思）。
一開始Justin Vernon是把它抄成了boniverre。不過，當他學到了正確的法文拼法之後，他決定不要用bon hiver這個正確的名字，因為hiver這個字讓他不禁想起了liver(肝，他的肝有問題）。
原本Justin Vernon是沒有打算要在這段時間去寫歌或者是錄音，他寧願花時間休息來從這段時間發生的事情恢復心情。不過最後他還是在這段獨居的日子裡開始了錄音。然後最後，推出了令眾人激賞的專輯，For Emma, Forever Ago。
他幫忙樂團The Rosebuds完成了一些錄音的工作之後，就拿了些基本的錄音工具回到了他的小屋。Justin Vernon在錄音的期間負責配上所有的樂器，並且每首歌都對母帶做了大量的編輯後製處理。
Justin Vernon在錄製沒有歌詞的旋律時才寫下了大部分的歌詞，並且會聽上好幾遍，根據旋律的音節來寫出適當的歌詞。
在一次的訪談中，Justin Vernon說“那些歌詞就像是一種沒有言語的選擇和意圖漂浮在我腦中，因為我離去了（離去了樂團和女友）。”他進一步說明：“我離開了北卡羅萊納並且去了森林深處是因為我不知道何處可去，而且我想要孤獨一人，並且我知道我想要某個寒冷的地方”。
在另一個訪談中，他說明了他是用什麼來錄音這張專輯的。“我是用一些非常輕便，非常簡單的基本錄音設備，Shure SM57以及一把老Silvertone吉他。我還有一個我兄弟留下來的老鼓具……還有一些簡單的小玩意兒，一些我自己可以做出來或是四處散落的東西。”
原本這些錄音都幾乎不會發行了，而且原本是意圖要以團體demo帶的形式去寄給廠商當作試唱作品或者是履歷作品。不過經過幾位聽過了的朋友大力的反對當作demo帶並且大力讚賞之後，Justin Vernon決定要自己在現在的地方發行這些歌。
在經過大家口耳相傳的好評並且網路上的網友讚賞之後，Justin Vernon決定要跟獨立廠Jagjaguwar簽約，後來這個廠也讓這張專輯有了適當的行銷和銷售。
Justin Vernon說他接下來還是會自己錄製唱片而不需要經過製作人或者是錄音工程師的手，因為這些他都不需要，而且他自己就都可以勝任了。

## 大受歡迎
Jagjaguwar在2008年2月19號推出了For Emma, Forever Ago之後，此專輯就獲得了各界的讚賞好評。而專輯也在之後於2008年五月12日由獨立廠牌4AD在英國和歐洲方面發行。
當專輯發售之後，For Emma, Forever Ago在MOJO 和 Uncut雜誌獲得了五顆星的評價以及本月最佳專輯的榮譽。而這張專輯也成為了樂評網站Metacritic在2008年以來第七高評價的專輯，並且獲得像是The Village Voice、The Hartford Courant以及The A.V. Club等書物的褒獎。
專輯裡的單曲"The Wolves (Act I and II)"被用在影集實習醫生第四季的一集"Losing My Mind,"裡面。之後，單曲"Skinny Love"被用在實習醫生第五季的第一集裡，而最近，單曲"Re: Stacks"則是被用在2009年2月5日推出的《Beat Your Heart Out》那集裡。
單曲"Re: Stacks"也被用在用在電視節目House M.D.在2008年5月19日第四季的結局"Wilson's Heart"那一集裡。在2008年9月8日，Bon Iver樂團獻出了他們首次的電視表演於NBC電視台的"Late Night with Conan O'Brien"表演單曲"Flume"。
單曲Flume 和 Blindsided也被用在2008年5月15日的影集 One Tree Hill的一集"What Comes After the Blues,"裡面。
Flume被用在英國青少年影集Skins第三季的第七集裡面。而單曲Woods也被用在下一週的章節裡。
"Skinny Love"的數位下載單曲被iTunes英國選為當週最佳單曲並且在那段時間提供免費下載。而在National Public Radio裡也被選為當日最佳單曲。"Skinny Love"也被用在Chuck影集裡的某一集的結尾。Bon Iver最後也被票選為Fm的2008年最多人點選的新人的第八名。
Bon iver的專輯《For Emma, Forever Ago》最後被滾石雜誌票選為2008年五十張最佳唱片的第二十九名。在一次訪談，Vernon說：“我對於任何事情都感到自卑，並且持續著去了解所有事物。”2009年2月26，《Skinny Love》被澳洲國家電台Triple J宣佈為前年最熱門一百首單曲的第21名。